# MD5
En criptografia, MD5 (acrònim de Message-Digest Algorithm 5, Algorisme de Resum de Missatge 5) és un algorisme criptogràfic de reducció de 128 bits que permet l'obtenció d'una petita "signatura" o resum característic per a cada bloc de dades original que el representa. Un resum o hash de MD5 s'expressa habitualment com una seqüència de 32 dígits hexadecimals, que no permet reconstruir les dades originals, però permet saber si les dades originals han estat modificades.
Com a part de l'estàndard establert per la RFC 1321 ha estat àmpliament utilitzat a una gran varietat d'aplicacions de seguretat i com a sistema de verificació de la integritat dels arxius.

## Història
MD5 és una de les funcions resum dissenyades pel professor Ronald Rivest del MIT (Massachusetts Institute of Technology). Va ser desenvolupat el 1991 com a substitut de l'algorisme MD4 després que Hans Dobbertin en descobrís la fragilitat.
Tot i la seva extensa utilització, el 1996 Hans Dobbertin va descobrir alguns problemes de seguretat en aquesta nova versió de l'algorisme i sembla que el seu futur és una mica dubtós.